# Wyeomyia leucotarsis
Wyeomyia leucotarsis är en tvåvingeart som beskrevs av Lane 1936. Wyeomyia leucotarsis ingår i släktet Wyeomyia och familjen stickmyggor. Inga underarter finns listade i Catalogue of Life.